# Ciclismo en los Juegos Olímpicos de Amberes 1920
El ciclismo en los Juegos Olímpicos de Amberes 1920 se realizó en dos instalaciones de la ciudad de Amberes, entre el 9 y el 12 de agosto de 1920.
En total se disputaron en este deporte seis pruebas diferentes (todas en la categoría masculina), repartidas en dos disciplinas: cuatro pruebas de pista y dos de ruta. El programa fue modificado considerablemente en relación con las ediciones pasadas: la prueba de ruta fue añadida (una contrarreloj individual que también dio medallas por equipo), en pista se disputó una prueba de 50 km, junto con las anteriores de velocidad individual, persecución por equipos y tándem, el resto de pruebas fueron eliminadas.

## Sedes
En la competición de ciclismo en ruta la distancia total a recorrer era de 175 km. Los ciclistas partieron del barrio de Merksem hacia el centro de Amberes a intervalos de cuatro minutos. Continuaron hacia el este a través del municipio de Turnhout y llegaron a Mol después de 96 km; el recorrido volvió a girar hacia el suroeste y, tras 135 km, llegaron a Heist-op-den-Berg y a la gran ciudad de Lieja. La meta estaba situada a tres kilómetros del velódromo de Amberes.
Las pruebas de ciclismo en pista se disputaron en el velódromo de Amberes Zuremborg.

## Participantes
Participaron un total de 103 ciclistas, representando a 14 países diferentes:
| - Australia (2) - Bélgica (15) - Canadá (5) - Checoslovaquia (4) - Dinamarca (6) - Estados Unidos (9) - Francia (13) | - Italia (12) - Luxemburgo (1) - Noruega (4) - Países Bajos (10) - Reino Unido (13) - Sudáfrica (5) - Suecia (4) |

## Medallistas

### Ciclismo en ruta
| Evento                                  | Oro                                                                                                | Plata                                                                                 | Bronce                                                                                      |
| --------------------------------------- | -------------------------------------------------------------------------------------------------- | ------------------------------------------------------------------------------------- | ------------------------------------------------------------------------------------------- |
| Contrarreloj individual (12 de agosto)  | Harry Stenqvist · Suecia · 4:40:01,8                                                               | Henry Kaltenbrunn · Sudáfrica · 4:41:26,6                                             | Fernand Canteloube · Francia · 4:42:54,4                                                    |
| Contrarreloj por equipos (12 de agosto) | Achille Souchard · Fernand Canteloube · Georges Detreille · Marcel Gobillot · Francia · 19:16:43,4 | Harry Stenqvist · Sigfrid Lundberg · Ragnar Malm · Axel Persson · Suecia · 19:23:10,0 | Albert Wyckmans · Albert De Bunné · Jean Janssens · André Vercruysse · Bélgica · 19:28:44,4 |

### Ciclismo en pista
| Evento                                   | Oro                                                                                   | Plata                                                                             | Bronce                                                                                 |
| ---------------------------------------- | ------------------------------------------------------------------------------------- | --------------------------------------------------------------------------------- | -------------------------------------------------------------------------------------- |
| Velocidad individual (9 de agosto)       | Maurice Peeters · Países Bajos                                                        | Horace Johnson · Reino Unido                                                      | Harry Ryan · Reino Unido                                                               |
| Persecución por equipos (9-10 de agosto) | Primo Magnani · Arnaldo Carli · Ruggero Ferrario · Franco Giorgetti · Italia · 5:14,2 | Albert White · Cyril Alden · Horace Johnson · William Stewart · Reino Unido · REL | James Walker · Hendrik Goosen · Henry Kaltenbrunn · William Smith · Sudáfrica · 5:17,8 |
| 50 km (10 de agosto)                     | Henry George · Bélgica · 1:16:43,2                                                    | Cyril Alden · Reino Unido · 1:16:43,2                                             | Petrus Ikelaar · Países Bajos · 1:16:43,2                                              |
| Tándem (9-10 de agosto)                  | Thomas Lance · Harry Ryan · Reino Unido                                               | William Smith · James Walker · Sudáfrica                                          | Frans de Vreng · Petrus Ikelaar · Países Bajos                                         |

## Medallero
| Núm. | País         | Oro | Plata | Bronce | Total |
| ---- | ------------ | --- | ----- | ------ | ----- |
| 1    | Reino Unido  | 1   | 3     | 1      | 5     |
| 2    | Suecia       | 1   | 1     | 0      | 2     |
| 3    | Países Bajos | 1   | 0     | 2      | 3     |
| 4    | Bélgica      | 1   | 0     | 1      | 2     |
| 4    | Francia      | 1   | 0     | 1      | 2     |
| 6    | Italia       | 1   | 0     | 0      | 1     |
| 7    | Sudáfrica    | 0   | 2     | 1      | 3     |
|      | TOTAL        | 6   | 6     | 6      | 18    |